# Горбаневі
Горбаневі (Sciaenidae) — родина окунеподібних риб (Perciformes).

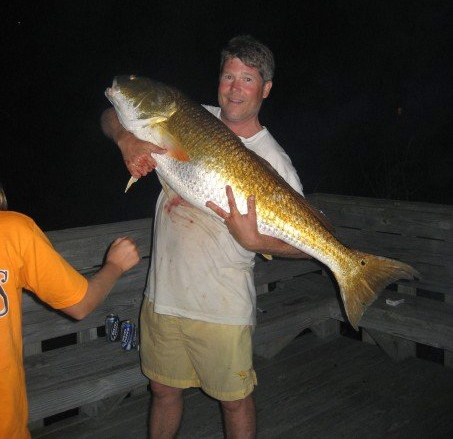
Sciaenops ocellatus

У горбаневих риб подовжене, стисле з боків тіло. Спинний плавець один, але розділений глибокою виїмкою на колючу і м'яку частини. У анальному плавці одна-дві колючки, у деяких видів на підборідді є короткий товстий вусик.
Мешкають горбаневі переважно в тропічних і субтропічних морських водах, і лише деякі види зустрічаються в помірних областях, є серед них і прісноводі види. Характерною особливістю цих риб є здатність видавати звуки за допомогою плавального міхура, що виконує роль резонатора. У зв'язку зі своєю новою функцією плавальний пухир у більшості цих риб має дуже складну будову: він забезпечений з боків численними, такими, що галузяться, відростками, форма і число яких у різних видів різні. Досить гучні звуки видають, наприклад, так звані «морські барабанщики», що мешкають в Західній Атлантиці. Місцеві рибалки відшукують скупчення цих великих риб (деякі види досягають маси 80 кг) по ритмічних монотонних звуках, що нагадують «барабанний бій» і добре чутним навіть в повітрі.
Родина горбаневі налічує близько 250 видів, один з яких зустрічаються у водах України в Чорному і Азовському морях.

## Роди
- Aplodinotus
- Argyrosomus
- Aspericorvina
- Atractoscion
- Atrobucca
- Austronibea
- Bahaba
- Bairdiella
- Boesemania
- Cheilotrema
- Chrysochir
- Cilus
- Collichthys
- Corvula
- Ctenosciaena
- Cynoscion
- Daysciaena
- Dendrophysa
- Elattarchus
- Equetus
- Genyonemus
- Isopisthus
- Johnius
- Kathala
- Larimichthys
- Larimus
- Leiostomus
- Lonchurus
- Macrodon
- Macrospinosa
- Megalonibea
- Menticirrhus
- Micropogonias
- Miichthys
- Miracorvina
- Nebris
- Nibea
- Odontoscion
- Ophioscion
- Otolithes
- Otolithoides
- Pachypops
- Pachyurus
- Panna
- Paralonchurus
- Paranibea
- Pareques
- Pennahia
- Pentheroscion
- Plagioscion
- Pogonias
- Protonibea
- Protosciaena
- Pseudosciaena
- Pseudotolithus
- Pteroscion
- Pterotolithus
- Roncador
- Sciaena
- Sciaenops
- Seriphus
- Sonorolux
- Stellifer
- Totoaba
- Umbrina